# Чесноков Андрій Едуардович
Андрій Едуардович Чесноков (нар. 2 лютого 1966, Москва) — радянський і російський тенісист, заслужений майстер спорту Росії.

## Біографія
Батьки розлучилися коли Андрію було 3 роки; він залишився жити з матір'ю, Литвинової Валентиною Миколаївною[відсутнє в джерелі] інженером за професією. Грати в теніс почав в п'ятирічному віці у тренера Тетяни Наумко, яка залишалася його тренером в наступні 20 років; в дев'ять років взяв участь в своєму першому дитячому турнірі — чемпіонаті Москви у віковій категорії до 12 років, і в 1981 році став першою ракеткою СРСР серед юнаків. 20 жовтня 1982 року в віці 16 років Чесноков був свідком трагедії на футбольному матчі в «Лужниках». У 2007 році став одним з організаторів матчу пам'яті жертв.
Брав участь в турнірах-«сателітах» з 1984 року. Уже в 1985 році, пройшовши кваліфікаційний відбір Відкритого чемпіонату Франції, в другому колі основної сітки підніс сенсацію, обігравши посіяного восьмим Еліота Телтшера.
На початку 1989 року став першим радянським тенісистом, який підписав персональний контракт з професійним спортивним агентством (ProServ); його приклад через кілька місяців перейняла Наталія Звєрєва. Незабаром після цього обидва спортсмени заявили, що не будуть більше передавати свої призові радянським спортивним органам. У 1989 році Чеснокова ще змусили підписати угоду, згідно з яким він зобов'язувався перераховувати радянській федерації половину призових, але на наступний рік він уже повністю розпоряджався виграними сумами . Перший радянський спортсмен, який виграв турніри серії Мастерс: Монте-Карло (1990) і Монреаль (1991); переможець ще 5 турнірів АТП: Флоренція (1987), Орландо (1988), Мюнхен (1989), Ніцца (1989), Відкритий чемпіонат Тель-Авіва (1990). Фіналіст 8 турнірів в одиночному розряді (в тому числі 3 турнірів серії Мастерс). Єдиний тенісист, який зумів обіграти Томаса Мустера в фіналі турніру Великого шолома або серії Мастерс на ґрунті (Монте-Карло-1990). Решту 7 ґрунтових фіналів найпрестижніших турнірів Мустер виграв.
Найвище досягнення на турнірах Великого шолома — півфінал Відкритого чемпіонату Франції в 1989 році, де Чесноков поступився з рахунком 1:6, 7:5, 6:7, 5:7 майбутньому переможцю 17-річному американцю Майклу Чангу. У чвертьфіналі тоді Чесноков переміг чинного чемпіона турніру шведа Матса Віландера 6:4, 6:0, 7:5. Через рік після цього Чесноков розцінювався як один з головних претендентів на перемогу на Відкритому чемпіонаті Франції, до якого підійшов після перемоги в Монте-Карло, проте в четвертому колі в кращому матчі турніру поступився в п'яти сетах місцевому улюбленцю Анрі Леконту, відігравшись з рахунку 2 0 по сетах, але після цього упустивши перемогу за рахунку 5:3 по геймах у вирішальному сеті . Також грав у чвертьфіналі Australian Open в 1988 році, де поступився шведу Стефану Едбергу 6:4, 6:7, 4:6, 4:6.
Фіналіст Кубка Девіса 1995 року у складі збірної Росії. 24 вересня 1995 року у півфіналі Кубка Девіса, що проходив в Москві, Андрій відіграв в 5-му сеті п'ятого вирішального матчу 9 матчболів у німця Міхаеля Штіха і виграв зустріч з рахунком 6:4, 1:6, 1:6, 6:3, 14:12. 29 вересня 1995 року указом Президента Росії Бориса Єльцина Чесноков був нагороджений орденом Мужності.
Всього за збірну СРСР / СНД / Росії (1983—1997) в Кубку Девіса Чесноков зіграв 46 матчів, з яких виграв 28. Тенісний журналіст Джон Файнстейн пише, що Чесноков, в тенісних колах відомий як Чеззи, був одним з найшвидших гравців сучасного йому професійного туру і хорошим стратегом, як правило залишаючись незворушним на корті, але на післяматчевих конференціях демонструючи такий чорний гумор, що легко міг би виступати на естраді як комік. Відвоювавши слідом за Наталею Звєрєвою право не переводити виграні гроші в радянські спортивні органи в обмін на зобов'язання представляти СРСР в Кубку Девіса і на Олімпійських іграх, Чесноков згодом перераховував значну їх частину на благодійність .
Завершив виступи в 2000 році.
Кілька місяців був тренером Марата Сафіна.
У листопаді 2005 року під час турніру в Дніпропетровську був поранений двома пострілами гумовими кулями з травматичного пістолета, переробленого під бойовий. Чесноков отримав два непроникаючих поранення м'яких тканин живота. Крім того, зламав 2 пальця на руці, вдаривши одного з нападників.

## Відношення до України
У березні 2023 року після того, як українська тенісистка Марта Костюк після матчу відмовилась потиснути руку спортсменці з рф В.Грачьовой, а інша спортсменка Леся Цуренко відмовилась грати з А. Соболенко, яка підтримує війну в Україні, Чесноков вимагав від WTA відсторонити українських спортсменок від змагань. В якості аргумента проти Костюк чесноков заявив, що Грачьова
|  | не била її по голові ракеткою |

тому і претензій до спортсменок з рф не має бути.

## Фінали турнірів ATP

### Одиночний розряд (7 перемог— 8 поразок)
| фінали                      |
| Великий шолом (0)           |
| Кубок Мастерс (0)           |
| Турніри серії Мастерс (2-3) |
| Турніри ATP туру (5-5)      |

| Фінали по покриттях             |
| Хард, в тому числі в залі (3-4) |
| Грунт (4-3)                     |
| Трава (0-1)                     |
| Килим (0)                       |

| Підсумок | №   | Дата            | Турнір                    | Покриття | Суперник у фіналі     | Рахунок                     |
| перемога | 1-0 | 25 травня 1987  | Флоренція, Італія         | Грунт    | Алессандро де Мінічіс | 6-1 6-3                     |
| поразка  | 1-1 | 3 Січня 1988    | Веллінгтон, Нова Зеландія | хард     | Рамеш Крішнан         | 7-6 0-6 4-6 3-6             |
| поразка  | 1-2 | 10 Січня 1988   | Сідней, Австралія         | трава    | Джон Фіцджералд       | 3-6 4-6                     |
| перемога | 2-2 | 14 Березня 1988 | Орландо, США              | хард     | Мілослав Мечирж       | 7-6 (8-6) 6-1               |
| поразка  | 2-3 | 16 Жовтня 1988  | Тулуза, Франція           | Хард (I) | Джиммі Коннорс        | 2-6 0-6                     |
| перемога | 3-3 | 24 Квітня 1989  | Ніцца, Франція            | Грунт    | Жером Потьє           | 6-4 6-4                     |
| перемога | 4-3 | 8 травня 1989   | Мюнхен, Німеччина         | Грунт    | Мартін Стржелба       | 5-7 7-6 (8-6) 6-2           |
| поразка  | 4-4 | 14 Січня 1990   | Окленд, Нова Зеландія     | хард     | Скотт Девіс           | 6-4 3-6 3-6                 |
| перемога | 5-4 | 30 Квітня 1990  | Монте-Карло, Монако       | Грунт    | Томас Мустер          | 7-5 6-3 6-3                 |
| поразка  | 5-5 | 20 травня 1990  | Рим, Італія               | Грунт    | Томас Мустер          | 1-6 3-6 1-6                 |
| перемога | 6-5 | 15 Жовтня 1990  | Тель-Авів, Ізраїль        | хард     | Амос Мансдорф         | 6-4 6-3                     |
| перемога | 7-5 | 29 Липня 1991   | Монреаль, Канада          | хард     | Петро Корда           | 3-6 6-4 6-3                 |
| поразка  | 7-6 | 8 Березня 1992  | Індіан-Уеллс, США         | хард     | Майкл Чанг            | 3-6 4-6 5-7                 |
| поразка  | 7-7 | 9 травня 1993   | Гамбург, Німеччина        | Грунт    | Міхаель Штіх          | 3-6 7-6 (7-1) 6-7 (7-9) 4-6 |
| поразка  | 7-8 | 8 Серпня 1993   | Прага, Чехія              | Грунт    | Серхі Бругеріо        | 5-7 4-6                     |

## Командні турніри

### Фінали командних турнірів (0 перемог— 1 поразка)
| №  | Рік  | Турнір       | Команда                                     | Суперник у фіналі               | Рахунок |
| 1. | 1995 | Кубок Девіса | Є. Кафельников, А. Ольховський, А. Чесноков | Д. Кур'є, Т. Мартін, П. Сампрас | 2-3     |

## Досягнення
| W | Ф | ПФ | ЧФ | #Р | КТ | К# | P# | DNQ | A | Z# | PO | G | S | B | NMS | NTI | P | NH |

### Одиночний розряд
| Турнір                                 | 1984 | 1985 | 1986 | 1987 | 1988 | 1989 | 1990 | 1991 | 1992 | 1993 | 1994 | 1995 | 1996 | 1997 | 1998 | 1999 | 2000 | ТУ     | В-П   |
| -------------------------------------- | ---- | ---- | ---- | ---- | ---- | ---- | ---- | ---- | ---- | ---- | ---- | ---- | ---- | ---- | ---- | ---- | ---- | ------ | ----- |
| Турніри Великого шолома                |      |      |      |      |      |      |      |      |      |      |      |      |      |      |      |      |      |        |       |
| Відкритий чемпіонат Австралії з тенісу |      | 1р   |      |      | ЧФ   |      | 2р   | 1р   | 4р   | 2р   | 1р   |      | 1р   | 1р   |      |      |      | 0 / 9  | 9–9   |
| Відкритий чемпіонат Франції з тенісу   |      | 3р   | ЧФ   | 3р   | ЧФ   | ПФ   | 4р   | 3р   | 1р   | 2р   | 1р   | 4р   | 1р   |      | 1р   |      |      | 0 / 13 | 26–13 |
| Вімблдонський турнір                   |      |      | 1р   |      | 1р   | 1р   |      |      | 1р   | 1р   |      | 1р   | 1р   |      |      |      |      | 0 / 7  | 0–7   |
| Відкритий чемпіонат США з тенісу       |      |      | 4р   | 4р   |      | 4р   | 3р   | 2р   | 2р   | 1р   | 2р   | 2р   | 1р   |      |      |      |      | 0 / 10 | 15–10 |
| В-П                                    | 0–0  | 2–2  | 7–3  | 5–2  | 8–3  | 8–3  | 6–3  | 3–3  | 4–4  | 2–4  | 1–3  | 4–3  | 0–4  | 0–1  | 0–1  | 0–0  | 0–0  | 0 / 39 | 50–39 |
| Серія Мастерс ATP                      |      |      |      |      |      |      |      |      |      |      |      |      |      |      |      |      |      |        |       |
| Індіан-Веллс                           |      |      |      | 1р   |      | 3р   | 1р   |      | Ф    | 1р   | 2р   | 1р   |      |      |      |      |      | 0 / 7  | 8–7   |
| Відкритий чемпіонат Маямі з тенісу     |      |      |      | 2р   | ЧФ   | 2р   | 2р   |      | 2р   | 3р   | 3р   |      |      |      |      |      |      | 0 / 7  | 8–7   |
| Монте-Карло                            |      |      |      | ЧФ   | 3р   | 2р   | П    | ЧФ   | ЧФ   | 2р   | 2р   | 1р   |      |      |      |      |      | 1 / 9  | 17–8  |
| Рим                                    |      |      | 3р   | 1р   |      |      | Ф    |      |      | ЧФ   | 3р   | 2р   |      |      |      |      |      | 0 / 6  | 13–6  |
| Гамбург                                |      |      |      | 2р   |      | 1р   |      | 1р   |      | Ф    | 3р   | 1р   |      |      |      |      |      | 0 / 6  | 8–6   |
| Мастерс Канада                         |      |      |      |      |      |      |      | П    |      |      |      |      |      |      |      |      |      | 1 / 1  | 6–0   |
| Мастерс Цинциннаті                     |      |      |      |      | 2р   | 2р   | 2р   | 1р   |      |      |      | 1р   | 1р   |      |      |      |      | 0 / 6  | 3–6   |
| Стокгольм/Essen/Stuttgart              |      |      |      |      |      |      | 3р   |      | 2р   | 1р   | 3р   |      |      |      |      |      |      | 0 / 4  | 5–4   |
| Париж                                  |      |      |      | 1р   | ЧФ   | 1р   | 2р   | 1р   | 2р   | 2р   | 1р   |      |      |      |      |      |      | 0 / 8  | 4–8   |
| В-П                                    | 0–0  | 0–0  | 2–1  | 5–6  | 8–4  | 4–6  | 13–6 | 8–4  | 10–5 | 12–7 | 8–7  | 1–5  | 0–1  | 0–0  | 0–0  | 0–0  | 0–0  | 2 / 53 | 70–51 |
| Рейтинг на кінець року                 | 289  | 137  | 36   | 52   | 14   | 22   | 12   | 31   | 30   | 27   | 32   | 89   | 85   | 209  | 494  | 871  | 715  |        |       |

## Матчі в одиночному розряді на Іграх доброї волі 1986
| Ігри доброї волі 1986 |                     |           |               |
| Раунд                 | Суперник            | Результат | Рахунок       |
| 1р                    | Bye                 | —         | —             |
| 2р                    | Konstantinos Glavas | Перемога  | 6–0, 6–0      |
| 3р                    | Боббі Блер          | Перемога  | 6–4, 6–2      |
| ЧФ                    | Сергій Леонюк       | Перемога  | 6–1, 6–1      |
| ПФ                    | Бред Пірс           | Перемога  | 6–1, 7–5      |
|                       | Олександр Звєрєв    | Перемога  | 4–6, 7–5, 6–2 |

## Родина
Колишня дружина - Алла, син Андрій (січень 1991), дочка Ізабель (лютий 1997). Друга колишня дружина - Сніжана, син Данило (серпень 2008), син Олександр (грудень 2011), син Микита (вересень 2014 року).[джерело не вказане 2243 дні]